# Кароліна Пфальц-Цвайбрюкенська
Кароліна Пфальц-Цвайбрюкенська (нім. Karoline von Pfalz-Zweibrücken), повне ім'я Кароліна Генрієтта Крістіна Філіпіна Луїза Пфальц-Цвайбрюкенська (нім. Karoline Henriette Christine Philippine Luise von Pfalz-Zweibrücken), 9 березня 1721 — 30 березня 1774) — принцеса Пфальц-Цвайбрюкенська, донька герцога Пфальц-Цвайбрюкену Крістіана III та графині Кароліни Нассау-Саарбрюккенської, дружина ландграфа Гессен-Дармштадту Людвіга IX, мати великого герцога Гессену Людвіга I.
Була відома як «велика ландграфиня». Підтримувала дружні стосунки з видатними вченими свого часу. Мала велику бібліотеку.
На її честь названа площа Кароліни (нім. Karolinenplatz) у Дармштадті.

## Біографія
Народилась 9 березня 1721 року в Страсбурзі. Стала первістком в родині пфальцграфа Біркенфельду, Бішвайлеру та Раппольштайну Крістіана III та його дружини Кароліни Нассау-Саарбрюккенської, з'явившись на світ за півтора року після їхнього весілля. Згодом сімейство поповнилося синами Крістіаном та Фрідріхом Міхаелем й донькою Крістіаною Генрієттою.
Батько у 1731 році став герцогом Пфальц-Цвайбрюкена. Юридично його права були закріплені наприкінці 1733 року. Він пішов з життя перед 14-річчям Кароліни. Мати більше не одружувалася, виконуючи функції регентки при малому Крістіані до 1740 року.
Перебравши на себе повноту влади, Крістіан перш за все влаштував шлюб Кароліни зі спадкоємним принцом Гессен-Дармштадту. 
У 20 років принцеса була видана заміж за 21-річного принца Людвіга Гессен-Дармштадтського, старшого сина правлячого ландграфа Людвіга VIII. Весілля пройшло 12 серпня 1741 року у Цвайбрюккені. Союз пари був складним через особистісні розбіжності: Кароліна полюбляла музику та літературу, в той час як Людвіг цікавився лише військовою справою. Втім, в перші роки шлюбу принц дуже кохав дружину. У них народилося восьмеро дітей. Перший час Кароліна мешкала у Буксвіллері, який дістався Людвігу від матері. Сам він проводив час у військових таборах. У 1750 році принцеса із донькою оселилися разом із ним у Пренцлау, де Людвіг отримав полк. Часто із ним бувала у Берліні. Ще з початку 1740-х років збирала бібліотеку, якою часто користувалася. Віддавала перевагу французькій літературі.
Після початку Семилітньої війни, у 1757 році, сім'я переїхала на Рейн, дРодинае Кароліна з дітьми знову оселилися в Буксвіллері, а Людвіг у Пірмазенсі. Влітку 1761 року принцеса стріляла з пістолету по Ернестині Флакслянд, яка завагітніла від її чоловіка, однак не влучила. В той час вони із Людвігом проводили разом не більше кількох тижнів на рік. В листопаді Ернестіна народила сина, який номінально перейшов на виховання Кароліні.

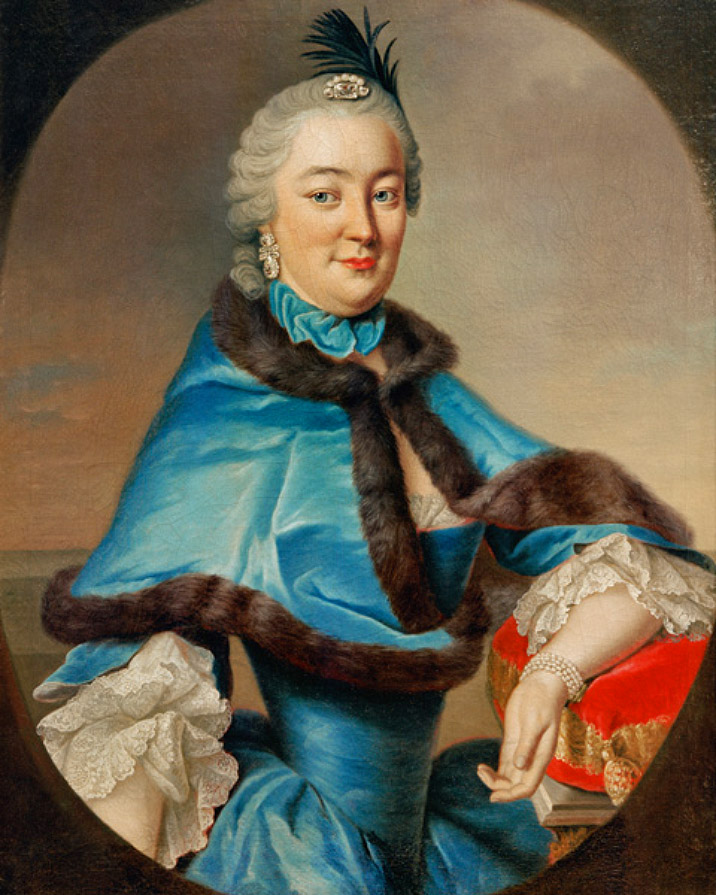
Портрет Кароліни пензля Й. Г. Цізеніса

У 1765 році разом із дітьми переїхала до Дармштадтського замку. Стара резиденція була непридатною до життя, а нова будівля знаходилася в стані будівництва, і хоча вона мала стати окрасою міста, в той час її віконні отвори були просто відкритими чи забитими дошками. Для проживання Кароліна веліла звести невеличкі нові будинки. Основною діяльністю принцеси було виховання дітей та заняття замковим садом, який вона переробила на англійський манер. Багато часу проводила у збудованому для неї ермітажі, у тому числі, відповідаючи на листи. Її часто навідувала матір, яка мешкала зазвичай у Бегцаберні.
У жовтні 1768 року помер Людвіг VIII. Кароліна стала останньою, з ким він розмовляв за життя. Її чоловік відмовився переїжджати до Дармштадту та скоротив двір. Фактично, вона стала правителькою ландграфства. Надалі все більше часу присвячувала листуванню. Також полюбляла читати, у тому числі останні новинки, надруковані у Франції та Німеччині, займатися музикою та спілкуватися з колом однодумців-інтелектуалів. Багато хвилювалася про майбутнє своїх доньок, втім, всі вони уклали вигідні союзи.
В останні роки життя її здоров'я було слабким. У 1772 році ландграфиня із доньками була запрошена до Санкт-Петербургу. Наступного року разом із Вільгельміною, Амалією та Луїзою вона прибула до Російської імперії. Вільгельміна була обрана як наречена для спадкоємця Павла Петровича. Кароліна з іншими доньками 24 грудня 1773 року повернулася до Дармштадту. Тривала подорож остаточно підірвала її здоров'я і навесні 1774 року вона пішла з життя. За п'ять днів не стало її матері.
Була похована в місці, вибраному за життя, в замковому парку,  3 квітня 1774 року о 22 годині.

## Родина

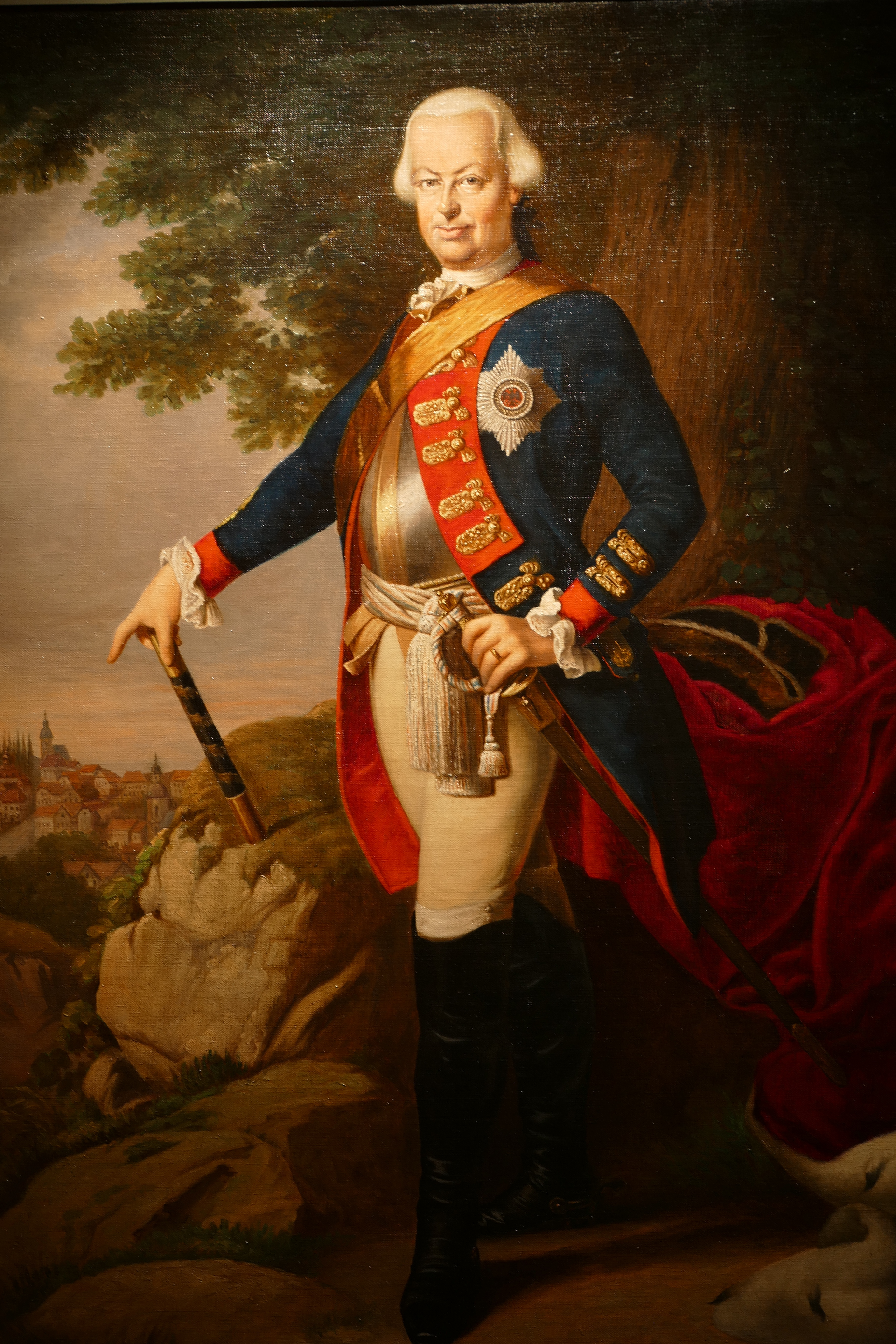
Людвіг Гессен-Дармштадтський

Чоловік — Людвіг IX, ландграф Гессен-Дармштадтський
Діти:
- Кароліна (1746—1821) — дружина ландграфа Гессен-Гомбурга Фрідріха V, мали численних нащадків;
- Фредеріка Луїза (1751—1805) — дружина короля Пруссії Фрідріха-Вільгельма II, мала сімох дітей;
- Людвіг (1753—1830) — великий герцог Гессенський та Прирейнський, був одружений із кузиною Луїзою Гессен-Дармштадтською, мали шестеро дітей;
- Амалія (1754—1832) — дружина принца Баденського Карла Людвіга, мали восьмеро дітей;
- Вільгельміна Луїза (1755—1776) — дружина спадкоємця російського престолу Павла Петровича, померла при народженні сина;
- Луїза Августа (1757—1830) — дружина великого герцога Саксен-Веймар-Айзенаського Карла Августа, мала четверо дітей;
- Фрідріх (1759—1802) — одружений не був, дітей не мав;
- Крістіан (1763—1830) — генерал-лейтенант голландської армії, одружений не був, дітей не мав.